# Колібрі-зеленохвіст гвіанський
Колі́брі-зеленохві́ст гвіанський (Polytmus theresiae) — вид серпокрильцеподібних птахів родини колібрієвих (Trochilidae). Мешкає в Амазонії і на Гвіанському нагір'ї. Вид названий на честь Терези Кристини Бурбон-Сицилійської, імператриці Бразилії.

## Опис
Довжина птаха становить 8,9-9,9 см, вага 3-3,9 г. У самців верхня частина тіла бронзово-зелдена, нижня частина тіла яскраво-зелена. Навколо очей темно-сірі плями, на очима білі плями. Хвіст короткий, округлої форми, зелений. Всі стернові пера, крім центральної пари, біля основи білі. Самиці є дещо меншими за самців, горло і груди у них білуваті, поцятковані білими плямами, крайні стернові пера них мають білі кінчики. Дзьоб рожевувато-чорний, довгий, дещо вигнутий.

## Підвиди
Виділяють два підвиди:
- P. t. theresiae (Da Silva Maia, 1843) — Гвіана і північ центральної Бразилії (від нижньої течії Ріу-Негру і Мадейри на схід до Пари і Амапи);
- P. t. leucorrhous Sclater, PL & Salvin, 1867 — від східної Колумбії і південної Венесуели до верхів'їв Ріу-Негру в Бразилії, локально на сході Перу і півночі Болівії, можливо, також в Еквадорі.

## Поширення і екологія
Гвіанські колібрі-зеленохвости мешкають в Колумбії, Венесуели, Гаяні, Суринамі, Французькій Гвіані, Бразилії, Болівії і Перу. Вони живуть на узліссях вологих рівнинних тропічних лісів, що ростуть на піщаних ґрунтах, в саванах, порослих чагарниками і деревами та на вологих луках. Зустрічаються на висоті від 100 до 300 м над рівнем моря, ведуть переважно осілий спосіб життя. Живляться нектаром, зокрема квітів з родини меластомових, а також комахами, яких ловлять в польоті або збирають серед рослинності. Самці іноді захищають кормові території. Початок сезону розмноження різниться в залежності від регіону, у Гвіані він триває з берехня по серпень, у Венесуелі в жовтні-листопаді, в Бразилії з листопада по березень. Гніздо невелике, чашоподібне, робиться з рослинних волокон, скріплюється павутинням, розміщується в невисокому чагарнику. В кладці 2 яйця, інкубаційний період триває 14 днів, пташенята покидають гніздо через 20-28 днів після вилуплення.